# Louis Leger
Louis Léger (1843–1923) je bil francoski pisatelj in pionir slavistike. Bil je častni član Bolgarske akademije znanosti in član Académie des inscriptions et belles-lettres v Parizu. Akademske ustanove v Sankt Peterburgu, Beogradu in Bukarešti so mu dale različne članske statuse. 
Leger je študiral pri Aleksandru Chodžku na Collège de France, kjer je dobil mesto leta 1885 za Slovansko literaturo in jezik. Leger je trdil, da tisti, ki ni živel v drugem francoskem cesarstvu, si ne more predstavljati poljskega vpliva na francosko družbo. Leger je pomagal prevajati različna poljska dela. 

## Dela
- La Crise autrichienne, Paris, 1868
- Grammaire russe, Maisonneuve, 1877
- Histoire de l'Autriche-Hongrie, Paris, 1879
- Recueil de contes populaires slaves, Ernest Leroux, Paris, 1882
- « Cours de Louis Léger, leçon d’ouverture au Collège de France », Revue bleue politique et littéraire, 1885
- La Bulgarie, Paris, 1885
- Nouvelles études slaves histoire et littérature, 1886
- Russes et Slaves, études politiques et littéraires, Hachette, 1890
- Le monde slave, études politiques et littéraires, Hachette, 1897
- La Mythologie slave, 1901 (prevedena v več slovanskih jezikov)
- Nicolas Gogol, 1913
- Moscou, 1904, 1910